# Shotaro Watanabe
Pour les articles homonymes, voir Watanabe.
Shotaro Watanabe (渡邊 翔太郎, Watanabe Shōtarō, né le 29 août 1994 à Gifu) est un coureur cycliste japonais.

## Palmarès sur route

### Par année
- 2019
  - 3e du Tour de Selangor

### Classements mondiaux
| Année                                 | 2017  | 2018  | 2019 | 2020 | 2021 | 2022 | 2023  |
| ------------------------------------- | ----- | ----- | ---- | ---- | ---- | ---- | ----- |
| Classement mondial                    | 2436e | 2238e | nc   | 883e | nc   | nc   | 2765e |
| UCI Asia Tour                         | 493e  | 414e  | nc   | 41e  | nc   | nc   | nc    |
|                                       |       |       |      |      |      |      |       |
| Légende : nc = non classéSource : UCI |       |       |      |      |      |      |       |

## Palmarès sur piste

### Championnats nationaux
- 2012
  -  Champion du Japon de poursuite par équipes (avec Eiya Hashimoto, Shota Takahashi et Tomoya Yano)
- 2013
  - 2e du championnat du Japon de poursuite
- 2014
  -  Champion du Japon de poursuite par équipes (avec Eiya Hashimoto, Yoshimune Soma et Tomoya Yano)
- 2018
  - 2e du championnat du Japon de course aux points
  - 3e du championnat du Japon de poursuite par équipes
- 2019
  - 3e du championnat du Japon de l'américaine